# Seventh Star
Seventh Star je dvanácté studiové album skupiny Black Sabbath. Je to jediné album, na kterém zpívá Glenn Hughes. 
Seventh Star bylo původně zamýšleno jako debutové sólové studiové album Tonyho Iommiho, ale nahrávací společnost ho donutila, aby album vydal pod názvem Black Sabbath featuring Tony Iommi, protože by se album mohlo lépe prodávat. Zvuk alba je drastickým a záměrným odklonem od typického zvuku Sabbath. Mnoho písní má velmi tvrdý rockový zvuk a některé obsahují i bluesový nádech.
Geoff Nicholls je poprvé uveden jako oficiální člen skupiny.
Iommi na svém druhém oficiálním albu The 1996 DEP Sessions, které se nahrálo o 10 let později v roce 1996, ale vyšlo až v roce 2004. Kde na tomto albu znovu spolupracoval s Hughesem a Nichollsem stejně jako na albu Seventh Star.

## Seznam skladeb
Autory skladeb jsou Tony Iommi, Glenn Hughes, Geoff Nicholls a Jeff Glixman.
| Pořadí | Název                 | Délka |
| ------ | --------------------- | ----- |
| 1.     | In for the Kill       | 3:40  |
| 2.     | No Stranger to Love   | 4:28  |
| 3.     | Turn to Stone         | 3:28  |
| 4.     | Sphinx (The Guardian) | 1:11  |
| 5.     | Seventh Star          | 5:20  |
| 6.     | Danger Zone           | 4:23  |
| 7.     | Heart Like a Wheel    | 6:35  |
| 8.     | Angry Heart           | 3:06  |
| 9.     | In Memory...          | 2:35  |

## Sestava
- Glenn Hughes – zpěv
- Tony Iommi – kytara
- Dave Spitz – baskytara
- Eric Singer – bicí
- Geoff Nicholls – klávesy
- Gordon Copley – baskytara ve „No Stranger to Love“